# 더 룸 (2019년 영화)
《더 룸》(영어: The Room)은 2019년에 공개된 프랑스, 룩셈부르크, 벨기에의 미스터리, 스릴러, SF, 드라마 영화이다. 크리스티안 볼크만이 감독을, 에릭 포레스티에와 사브리나 B. 카린이 각본을 맡았다. 포르투갈에서는 2019년 9월 12일에, 러시아에서는 2019년 9월 19일에, 대한민국에서는 2019년 9월 25일에 개봉되었다.

## 줄거리
도시 생활을 접고 뉴욕의 한적한 동네의 스프링웰 하우스로 이사를 온 맷과 케이트 부부. 겉보기엔 고풍스럽고 좋아보이는 이집을 싸게 구입했지만 그 이유를 몰랐던 그들은 전기기술자를 통해 전 집주인이 살해됐다는 소식을 듣게 된다. 그리고 집 안을 정리하다가 발견하게 된 비밀의 방, 그 비밀의 방을 통해 있어지는 사건들에 대한 영화.

## 출연진

### 주연
- 올가 쿠릴렌코 - 케이트 역
- 케빈 얀센스 - 맷 역

### 조연
- 프랜시스 채프먼 - 셰인 역
- 조슈아 윌슨 - 8살 셰인 역
- 존 플랜더스 - 존 도 역
- 캐롤 웨이어스 - 매들린 역